# Metastenasellus leleupi
Metastenasellus leleupi is een pissebed uit de familie Stenasellidae. De wetenschappelijke naam van de soort is voor het eerst geldig gepubliceerd in 1951 door Chappuis.